# Klaus Alberts
Klaus Alberts (* 21. Oktober 1942 in Glückstadt) ist ein deutscher Jurist und Autor historischer Werke.

## Leben und Wirken
Klaus Alberts studierte nach seiner Reifeprüfung 1962 an der Meldorfer Gelehrtenschule von 1962 bis 1967 Rechtswissenschaft an den Universitäten Göttingen und Kiel. Nach seinem Rechtsreferendariat legte er 1971 die zweite juristische Staatsprüfung ab. Von 1971 bis 1978 arbeitete er als Jurist im Staatsdienst des Landes Schleswig-Holstein. 1977 promovierte er an der Christian-Albrechts-Universität zu Kiel mit einer von Hans-Kurt Claussen und Hans Hattenhauer betreuten rechtsgeschichtlichen Arbeit über das Landrecht Dithmarschens. Von 1978 bis 2010 arbeitete er als Geschäftsführer bzw. Vorstandsmitglied der Architekten- und Ingenieurkammer Schleswig-Holstein.
Alberts veröffentlicht zahlreiche Bücher vor allem zur Landesgeschichte Schleswig-Holstein und zur regionalen Architekturgeschichte seit 1945.

## Veröffentlichungen
- Friede und Friedlosigkeit nach den Dithmarscher Landrechten von 1447 und 1559. Boyens, Heide 1978, ISBN 3-8042-0212-8 (= Dissertation Universität Kiel).
- (Hrsg.): Architektur in Schleswig-Holstein seit 1945 (= Schriftenreihe des Schleswig-Holsteinischen Archivs für Architektur und Ingenieurbaukunst, Bd. 1). Junius, Hamburg 1994, ISBN 3-88506-224-0.
- (Hrsg.): Architektur in Schleswig-Holstein, 1990–1996 (= Schriftenreihe des Schleswig-Holsteinischen Archivs für Architektur und Ingenieurbaukunst, Bd. 2). Junius, Hamburg 1996, ISBN 3-88506-260-7.
- (Hrsg., mit Ulrich Höhns): Architektur in Schleswig-Holstein 1996–2000 (= Schriftenreihe des Schleswig-Holsteinischen Archivs für Architektur und Ingenieurbaukunst, Bd. 4). Dölling und Galitz, Hamburg 1999, ISBN 3-933374-43-X.
- (Hrsg.): Stadtplanung. Neue Aspekte in Schleswig-Holstein. Aktuelle Beiträge zu Stadtplanung und Dorfentwicklung in Schleswig-Holstein. Flying Kiwi Verl., Flensburg 2002, ISBN 3-926055-67-7.
- (Hrsg.): Architektur in Schleswig-Holstein 2000–2007 (= Schriftenreihe des Schleswig-Holsteinischen Archivs für Architektur und Ingenieurbaukunst, Bd. 6). Dölling und Galitz, Hamburg 2007, ISBN 978-3-937904-57-3.
- Theodor Steltzer. Szenarien seines Lebens. Eine Biographie. Boyens, Heide 2009, ISBN 978-3-8042-1287-9.
- (Hrsg., mit Ulrich Höhns): Hermann Moldenschardt 1839–1891. Stilvolle Architektur in Schleswig-Holstein (= Schriftenreihe des Schleswig-Holsteinischen Archivs für Architektur und Ingenieurbaukunst, Bd. 7). Boyens, Heide 2009, ISBN 978-3-8042-1289-3.
- Kurze Atempause. Kopenhagen zwischen den englischen Angriffen 1801 und 1807. In: Nordelbingen, Bd. 80 (2011), S. 207–236.
- Die Mörderin Ruth Blaue. Schleswig-Holsteins rätselhafter Nachkriegsfall. Boyens, Heide 2011, ISBN 978-3-8042-1329-6.
- Düppel 1864. Schleswig-Holstein zwischen Dänemark und Preußen (= Reihe Zeit + Geschichte der Sparkassenstiftung Schleswig-Holstein, Bd. 34). Boyens, Heide 2013, ISBN 978-3-8042-1384-5.
- Der Traum vom Nord-Ostsee-Kanal. Nationalsymbol des Deutschen Kaiserreiches. Eine Geschichts-Reportage (= Reihe Zeit + Geschichte der Sparkassenstiftung Schleswig-Holstein, Bd. 38). Boyens, Heide 2014, ISBN 978-3-8042-1401-9.
- Im Glanz Wilhelminischer Seemacht-Träume. Kiel in der Zeit des Deutschen Kaiserreichs (= Reihe Zeit + Geschichte der Sparkassenstiftung Schleswig-Holstein, Bd. 42). Boyens, Heide 2016, ISBN 978-3-8042-1446-0.
- Weg in den Abgrund. Zur Außerrechtsetzung der deutschen Staatsangehörigen jüdischen Bekenntnisses 1933 bis 1945. In: Rainer Hering (Hrsg.): Die "Reichskristallnacht" in Schleswig-Holstein (= Veröffentlichungen des Landesarchivs Schleswig-Holstein, Bd. 109). Hamburg University Press, Hamburg 2016, S. 71–103, ISBN 978-3-943423-30-3.
- Volksabstimmung 1920. Als Nordschleswig zu Dänemark kam. Boyens, Heide 2019, ISBN 978-3-8042-1514-6.
- Dithmarscher Freiheit. Das Land und seine Herrschaft von Karl dem Großen bis zu Kaiser Karl V. Boyens, Heide 2020, ISBN 978-3-8042-1534-4.
- Auf Durchreise. Als sich im Herbst 1830 Uwe Jens Lornsens Zukunft entscheidet. In: Zeitschrift der Gesellschaft für Schleswig-Holsteinische Geschichte, Bd. 147 (2022), S. 129–172.
- Der Architekt Otto Andersen. In: Schleswig-Holstein. Die Kulturzeitschrift für den Norden, Jg. 2024, Winter/Frühjahr, S. 60–107.